# أمباريلا
أمباريلا (بالإنجليزية: Ambrella)‏، هي شركة يابانية تابعة لشركة نينتندو، تهدف لصناعة وتطوير ألعاب الفيديو، أسست في العاصمة اليابانية طوكيو سنة 1996، وأنتج عدة ألعاب، ومنها بوكيمون داش وهاي يو بيكاتشو! وبوكيمون شانل.

## المواقع الخارجية
- Archive of the Official Marigul Website (Japanese)
- Source of Company Profile (آي جي إن)
- N-Sider's article containing info about Marigul Management Inc.
- Iwata Asks: Pokémon Rumble Blast